# Liste von Ehrenbürgern der Ludwig-Maximilians-Universität München
Dies ist eine Liste der Personen, denen von der Ludwig-Maximilians-Universität München (LMU) die Würde eines Ehrenbürgers verliehen wurde.
Hinweis: Die Liste ist nicht vollständig

## Ehrenbürger
- Hermann Anschütz-Kaempfe
- Reta Anschütz-Kaempfe
- Wilhelm Arendts, Generaldirektor
- Thomas Aretz, Harvard Medical International
- Hermann Aust, Geheimer Kommerzienrat
- Adolf Barkan, em. Professor für Augenheilkunde an der Leland-Stanford-Universität
- Friedrich von Bassermann-Jordan, Geheimer Rat
- Leslie D. Bissel
- Bernhard Bleeker, Professor an der Akademie der Bildenden Künste
- Albert Boehringer, Kommerzienrat
- Felix von Bothmer, Generaloberst der Infanterie
- Hadumod Bußmann, akademische Direktorin, ehemalige Universitätsfrauenbeauftragte
- Earle M. Chiles, Präsident der Chiles Foundation in Portland/Oregon, USA
- Friedrich von Chlingensperg auf Berg, Regierungspräsident a. D.
- Walther Clairmont, Direktor der Neuen Augsburger Kattunfabrik, II. Vorsitzender des Bayerischen Industriellenverbandes
- Rudolf Einhauser, Syndikus a. D. der Universität
- Wilhelm Kaspar Escher, Präsident der Schweizerischen Kreditanstalt
- Karl Fleischmann, Kirchenpräsident a. D.
- Johann Heinrich Franck
- Hans Frank, Reichsminister
- Georg Haindl, deutscher Papierfabrikant und Wirtschaftspolitiker
- Anton Hauptmann (Staatsrat)
- Alfred Heinsheimer, Ingenieur
- Ricarda Huch, Schriftstellerin
- Wilhelm Kisch
- Wilhelm Kißkalt, Generaldirektor der Münchener Rückversicherungs-Gesellschaft
- Hans Knappertsbusch, Generalmusikdirektor
- Eugen Ritter von Knilling, Staatsminister a. D., Präsident der Staatsschuldenverwaltung
- Siegmund Knoch, Wirklicher Legationsrat a. D.
- Theodor Kollmann, Ministerialrat im Reichsfinanzministerium
- Gustav Krupp von Bohlen und Halbach, Minister a. D.
- James Loeb, Bankier und Altphilologe
- Ricardo Lozano, Professor für Chirurgie an der Universität Saragossa
- Jakob Matheus, Regierungspräsident a. D.
- Walther Meuschel, Direktor der Münchener Rückversicherungsgesellschaft
- Adolf Müller, deutscher Gesandter
- Sophie Nordhoff-Jung
- Richard Freiherr von Notthafft, Direktor der bayerischen Notenbank
- Paul Oldenbourg, Geheimer Kommerzienrat
- Sven Palme, Generaldirektor der Versicherungsgesellschaft Thule
- Ludwig Pellengahr, Ministerialdirektor z. D.
- Hans Pfitzner, Professor
- Reinhard Piper, Verleger
- Richard Quelle, Verlagsbuchhändler, Leipzig
- Hans Remshard, Direktor der Bayerischen Hypotheken- und Wechselbank
- Heinrich Anton Röckl, Geheimer Kommerzienrat, Konsul
- Ludwig Schaefer
- Fürst Adolf von Schaumburg-Lippe
- Curt Schlüter, Inhaber der Firma Schlüter & Mass
- Hans Schmelzle, Staatsminister der Finanzen
- Carl Schreiner, Präsident der Pilot Reinsurance Company
- Ludwig Sebastian, Bischof von Speyer
- Georg Semler, Konsul, Inhaber der Firma Borgfeldt & Cie.
- Wilhelm Slomann, Direktor des Kunstgewerbemuseums in Kopenhagen
- J. E. Spingarn, Professor an der Columbia University
- Alfred Staehler, Regierungsdirektor der Regierung der Pfalz
- Sybill Storz, Geschäftsführerin der Firma Karl Storz in Tuttlingen
- Richard Strauss, Tondichter, Generalmusikdirektor des österreichischen Staates
- Hermann Strebel, Facharzt der Chirurgie
- Franz Ritter von Stuck, Professor an der Akademie der Bildenden Künste
- Georg Süss, Geh. Reg.-Rat, Direktor der Münchener Rückversicherungs-Gesellschaft
- Hans Tiemessen, Generaldirektor
- Heinrich Ludwig Wagner, Professor der Laryngologie an der Staatspoliklinik San Francisco
- Theodor von Winterstein, Regierungspräsident i. R.
- Ernst Wölfflin, Universitätsprofessor
- Emil Woermann, Agrarökonom
- Eugen Zentz, Geheimer Kommerzienrat